# Peugeot 307

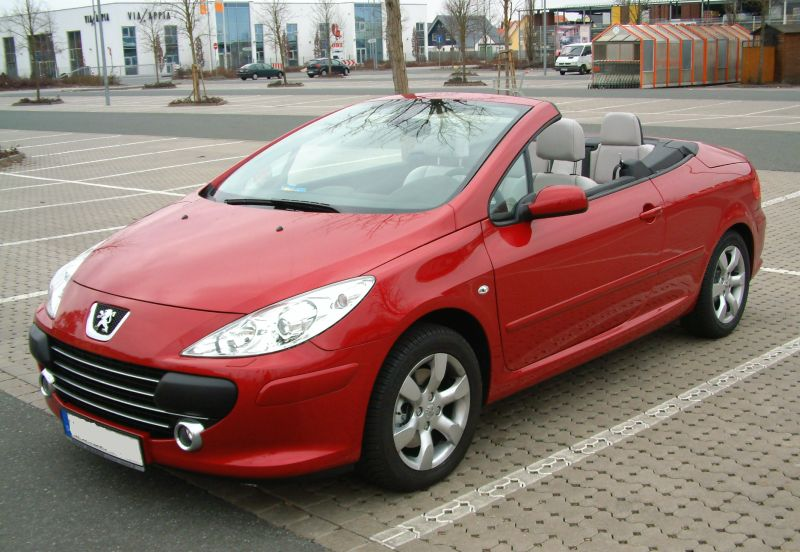
Peugeot 307 cabriolet

Peugeot 307 är en mindre mellanklassbil som producerades av Peugeot mellan åren 2001 och 2007. Trots att bilmodellen utgått hos Peugeot tillverkas den i Argentina för de sydamerikanska och kinesiska marknaderna.

## Historik
Peugeot 307 presenterades 2001, och ersatte Peugeot 306. 307 utsågs till Årets bil i Europa, när den presenterades. Bilen har varit en stor försäljningsframgång, inte minst i Sverige.
Modellen finns dels som halvkombi med tre eller fem dörrar, som cabriolet med plåttak och i två kombiversioner. De sistnämnda utgår från samma karosseri, men har olika utrustning. Den dyrare, kallad SW (sportwagon), är tänkt som en konkurrent till mini-MPV som till exempel Renault Scénic. SW har glastak som standard, liksom möjlighet till sju säten. Medan 307 Kombi har ett traditionellt baksäte har SW 3 separata stolar som kan lyftas ur och flyttas till olika positioner och även flyttas till en tredje sätesrad med 2 extra platser så att bilen blir 7- sitsig. Både SW och vanliga 307 Kombi skiljer sig ganska mycket i formen från övriga 307:or. Framförallt är kombimodellerna betydligt högre än halvkombin och därmed rymligare för passagerarna. Designen är däremot likadan på alla karossvarianter när det gäller strålkastare och liknande detaljer. De främsta konkurrenterna till 307 i Europa är Renault Mégane, Ford Focus och Volkswagen Golf. 
Modellen delar bottenplatta med koncernkollegan Citroëns C4-modell och tillverkas liksom denna i Frankrike. I Kina tillverkas också en sedanversion av 307 för den inhemska marknaden sedan 2004. Formspråket på 307 byggde till en början på 607- och 206-modellerna när den introducerades, men efter en ansiktslyftning 2005 kom den mer att likna den nyare 407-modellen; bland annat genom en mer markant utformad grill.
De sista årsmodellerna såldes i Sverige en "Bioflex"-variant som kan köras med etanol (E85), bensin eller en valfri blandning mellan bränsletyperna. Skatteregler för tjänstebilar, billigare skatt, lågt pris på miljöbränsle och befrielse från trängselskatt gjorde att den motorvarianten var mycket populär för dessa årsmodeller. År 2008 ersattes modellen av efterföljande 308-modellen.
307 SW var den första Peugeot som fick beteckningen SW, men senare har samtliga kombimodeller från Peugeot fått den beteckningen.

## Motoralternativ
| Modell      | Årsmodell | Motor                   | Cylindervolym | Effekt | Vridmoment | Bränslesystem                 |
| ----------- | --------- | ----------------------- | ------------- | ------ | ---------- | ----------------------------- |
| 1.4         | 2003-2005 | 4-cyl radmotor SOHC 8V  | 1360 cm³      | 75 hk  | 120 Nm     | Bränsleinsprutning            |
| 1.4         | 2006-2008 | 4-cyl radmotor DOHC 16V | 1360 cm³      | 88 hk  | 133 Nm     | Bränsleinsprutning            |
| 1.6         | 2002-2008 | 4-cyl radmotor DOHC 16V | 1587 cm³      | 109 hk | 147 Nm     | Bränsleinsprutning            |
| 1.6 Bioflex | 2007-2008 | 4-cyl radmotor DOHC 16V | 1587 cm³      | 109 hk | 147 Nm     | Bränsleinsprutning Bensin/E85 |
| 2.0         | 2002-2005 | 4-cyl radmotor DOHC 16V | 1997 cm³      | 136 hk | 190 Nm     | Bränsleinsprutning            |
| 2.0         | 2006-2008 | 4-cyl radmotor DOHC 16V | 1997 cm³      | 140 hk | 200 Nm     | Bränsleinsprutning            |
| 2.0 RC      | 2006-2008 | 4-cyl radmotor DOHC 16V | 1997 cm³      | 177 hk | 202 Nm     | Bränsleinsprutning            |
| 1.4 HDi     | 2003-2005 | 4-cyl radmotor SOHC 8V  | 1398 cm³      | 68 hk  | 160 Nm     | Turbodiesel                   |
| 1.6 HDi     | 2006-2008 | 4-cyl radmotor DOHC 16V | 1560 cm³      | 90 hk  | 215 Nm     | Turbodiesel                   |
| 1.6 HDi     | 2006-2008 | 4-cyl radmotor DOHC 16V | 1560 cm³      | 109 hk | 240 Nm     | Turbodiesel                   |
| 2.0 HDi     | 2002-2005 | 4-cyl radmotor SOHC 8V  | 1997 cm³      | 90 hk  | 205 Nm     | Turbodiesel                   |
| 2.0 HDi     | 2002-2005 | 4-cyl radmotor SOHC 8V  | 1997 cm³      | 109 hk | 250 Nm     | Turbodiesel                   |
| 2.0 HDi     | 2006-2008 | 4-cyl radmotor DOHC 16V | 1997 cm³      | 136 hk | 320 Nm     | Turbodiesel                   |